# Nanjing Monkey Kings
I Nanjing Monkey Kings sono una società cestistica avente sede a Nanchino, in Cina. Dal 2014 gioca nel massimo campionato cinese.